# Sal Carollo
Sal Carollo (New York, 20 settembre 1916 – Olney, 14 marzo 2008) è stato un attore statunitense.

## Biografia
È noto per aver interpretato nel 1982 Dog Walker nel film Lo squartatore di New York. Ha recitato nella pellicola Mosca a New York interpretando lo zio Sal e nel lungometraggio Il rock è femmina dove era nelle vesti di Tony. In alcuni film utilizzò il soprannome di Sal Carullo.

## Filmografia
- Serpico (1973)
- I cavalieri (1981) (con il soprannome Sal Carullo)
- Lo squartatore di New York (1982) (con il soprannome di Sal Carullo)
- Vigilante (1983)
- The last fight (1983)
- Mosca a New York (1984)
- Il rock è femmina (1984)
- Un'idea geniale (1987)
- Miami Vice (serie TV, 1989)